# 熊倉允
熊倉 允（くまくら あたる、1995年12月17日 - ）は、日本の元男子バレーボール選手である。

## 来歴
福島県郡山市出身。小学校の頃は色々なスポーツをしていたが、両親の影響で中学1年生のときに本格的にバレーボールを始める。中学時代にJOCのメンバーに選ばれ、行けるところまで行きたいと思ったという。
2011年、郡山北工業高等学校に進学。全国大会に縁がないチームであったが、1年生の頃からレギュラーとなり、3年生の2013年、インターハイ出場を決め、グループ戦も突破した。2014年1月の春高バレーにも出場を果たした。
2014年、順天堂大学に進学。2015年、U-21日本代表に選出され、世界ジュニア選手権に出場。
2017年、V・プレミアリーグ（当時のVリーグ1部リーグ）に所属するJTサンダーズ（現・広島サンダーズ）の内定選手となった。
2018年、大学卒業後に、JTサンダーズに入団した。2019-20シーズン、リーグ戦に出場し、Vリーグデビューを果たした。
2025年3月、2024-25シーズン限りで広島サンダーズからの退部が発表された。6月5日に引退選手として公示。

## 球歴
- U-21日本代表
  - 世界ジュニア選手権 - 2015年

## 所属チーム
- 郡山北工業高等学校（2011-2014年）
- 順天堂大学（2014-2018年）
- JTサンダーズ広島/広島サンダーズ（2018-2025年）